# Prélude élégiaque
Le Prélude élégiaque est une œuvre musicale de Paul Dukas écrite pour piano, composée dans le cadre de l'ouvrage collectif Hommage à Joseph Haydn impulsé par Jules Écorcheville pour la Revue musicale S.I.M. afin de célébrer le centenaire en 1909 de la mort de Joseph Haydn.

## Présentation
Le Prélude élégiaque est une commande de Jules Écorcheville pour la Revue musicale de la Société Internationale de Musique et son numéro spécial consacré à Haydn à l'occasion du centenaire de la mort du compositeur autrichien. Outre Dukas, participent à cette livraison Maurice Ravel, Claude Debussy, Reynaldo Hahn, Vincent d'Indy et Charles-Marie Widor. 
La partition de Paul Dukas, Prélude élégiaque, est composée en 1909, publiée dans la revue en janvier 1910, puis la même année en édition séparée par Durand.

## Création
La création se déroule à la salle Pleyel le 11 mars 1911 en compagnie des autres œuvres constituant l'Hommage à Joseph Haydn, dans le cadre d'un concert de la Société nationale de musique, avec Ennemond Trillat au piano.

## Analyse
L’œuvre est construite autour d'un motif imposé, bâti sur la transposition en notes du nom de Haydn, « H.A.Y.D.N. » (si.la.ré.ré.sol).  

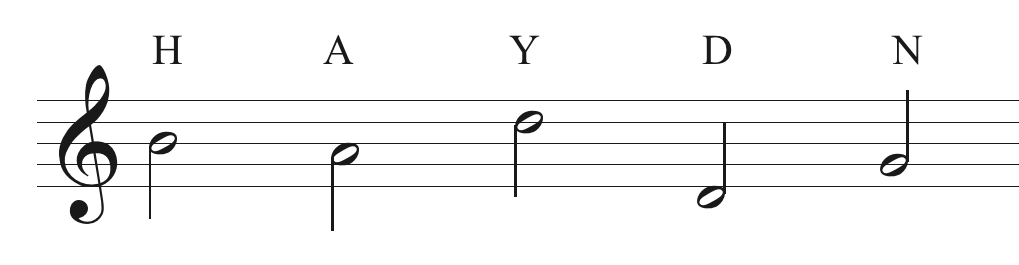
Motif musical sur le nom de Haydn utilisé par Paul Dukas.

Le procédé consiste, tel le motif BACH, à donner aux lettres de l'alphabet une correspondance sous forme de notes de musique : c'est un cryptogramme musical (ou une anagramme musicale selon la terminologie du musicologue Jacques Chailley). La « clé » utilisée, qualifiée « d'allemande » par Jacques Chailley, dans le sens où le si naturel n'est pas représenté par un « B » comme en anglais mais par un « H » comme en allemand (selon la désignation des notes de musique en fonction de la langue), peut se visualiser ainsi :      
| do | ré | mi | fa | sol | la | si |
| -- | -- | -- | -- | --- | -- | -- |
| –  | –  | –  | –  | –   | A  | Bb |
| C  | D  | E  | F  | G   | I  | H  |
| J  | K  | L  | M  | N   | O  | P  |
| Q  | R  | S  | T  | U   | V  | W  |
| X  | Y  | Z  |    |     |    |    |

La pièce est écrite en ré majeur, dans un mouvement « lent et recueilli ».
Guy Sacre interprète la pièce comme une élégie, où « le thème s'énonce en procession d'accords, et alterne avec une mélodie plus souple, ponctuée d'appels, rayée de brusques traits de triples croches ».
La durée d'exécution moyenne de l’œuvre est de quatre minutes trente environ.

## Discographie
- Hommage à Joseph Haydn, Hommage à Albert Roussel, Hommage à Gabriel Fauré, Margaret Fingerhut (piano), Chandos Records, CHAN 8578, 1988.
- Dukas : Complete Piano Music, Chantal Stigliani (piano), Naxos 8.557053, 2003.
- Hommage à Joseph Haydn, Manfred Wagner-Artzt (piano), Gramola 98831, 2008.
- Paul Dukas, l’œuvre pour piano, Laurent Wagschal, Timpani 1C1211, 2013.
- Origins, Ivana Gravić (piano), Rubicon RCD 1038, 2019[11].

### Éditions
- Hommage à Joseph Haydn : Six pièces pour piano-forte, Revue musicale mensuelle de la S.I.M., janvier 1910[2].
- Paul Dukas, Prélude élégiaque, Durand & Cie, 1910[4].

### Ouvrages
- Guy Sacre, La musique de piano : dictionnaire des compositeurs et des œuvres, vol. I (A-I), Paris, Robert Laffont, coll. « Bouquins », 1998, 2998 p. (ISBN 2-221-05017-7), p. 984-985
- Michel Duchesneau, L'Avant-garde musicale et ses sociétés à Paris de 1871 à 1939, Paris, Éditions Mardaga, 1997, 352 p. (ISBN 2-87009-634-8).
- François-René Tranchefort (dir.), Guide de la musique de piano et de clavecin, Paris, Fayard, coll. « Les Indispensables de la musique », 1987, 867 p. (ISBN 978-2-213-01639-9, OCLC 17967083), p. 327.
- Simon-Pierre Perret et Marie-Laure Ragot, Paul Dukas, Paris, Fayard, coll. « Bibliothèque des grands musiciens », 2007, 557 p.  (ISBN 978-2-213-63329-9).

### Articles
- Jacques Chailley, « Anagrammes musicales et "langages communicables" », Revue de musicologie, vol. 67, no 1,‎ 1981, p. 69–79 (lire en ligne, consulté le 21 septembre 2020).

### Thèse
- (en) Jean-Philippe Soucy, Six French composers’ homage to Haydn : an analytical comparison enlightening their conception of tombeau, McGill University, 2009 (lire en ligne)